# Dealu Armanului
Dealu Armanului – wieś w Rumunii, w okręgu Harghita, w gminie Gălăuțaș. W 2011 roku liczyła 26 mieszkańców.